# Roberto Pulido
José Roberto Pulido (né le 1er mars 1950), connu sous le nom de Roberto « El Primo » Pulido, est un musicien américain dont la carrière s'étend sur cinq décennies. Pulido a été reconnu comme un pionnier de la musique tejano pour son introduction de l'accordéon et du saxophone dans sa musique, ce qui a contribué à rapprocher le conjunto traditionnel et les chansons tejano modernes au milieu des années 1970. Pulido est le père des musiciens Tejano Alma Pulido et Bobby Pulido.

## Histoire
Roberto Pulido est né et a grandi à Edinburg, au Texas, de José « Don Chuy » Pulido et Adelina. Il a commencé à s'intéresser à l'industrie musicale après que le groupe de son oncle Leonel Pulido (Los Cardenales de Leonel Pulido) l'ait initié au genre et lui ait enseigné les bases de la musique. À l'âge de douze ans, Pulido a réparé la guitare de son grand-père et a commencé à en jouer et à chanter dans la maison. À quinze ans, il rejoint le groupe Los Hermanos Layton à Elsa, au Texas. Le père de Pulido lui a acheté son premier saxophone dans les années 1960. En 1969, alors qu'il est en terminale, Pulido obtient plusieurs bourses d'études musicales et s'inscrit à l'Université panaméricaine où il se spécialise dans les études musicales. Un an plus tard, il épouse Diana Montes, fille de Mario Montes de Los Donnenos. En 1973, Pulido obtient une licence et commence à enseigner la musique dans un lycée pour un salaire annuel de 6 100 dollars. Après quelques années, Pulido se retire de l'enseignement et monte son propre groupe Los Clasicos, qui comprend son oncle Leonel et les frères Roel et Joel Pulido au saxophone. Le groupe est signé sur des labels indépendants et ne produit que des succès régionaux, dont Copa tras copa, Simplemente, Senorita Cantinera, No nos quieren, corazon et La flecha.
Pulido a remporté le premier Tejano Music Award pour le vocaliste masculin de l'année et le Tejano Music Award pour l'artiste masculin de l'année en 1981 et a gagné une fois de plus en 1985 (vocaliste masculin de l'année). En 1989, Pulido a signé avec EMI Latin, ce qui a contribué à accroître la notoriété du public et les ventes de disques. Son album de 1994, Te vi partir, a atteint la 33e place du classement Billboard des meilleurs albums latins des États-Unis et la 12e place du classement Billboard des albums mexicains régionaux. L'album a également produit le single Ya Ahora Es Tarde qui s'est classé parmi les vingt premiers. La même année, EMI Latin a publié un album de compilation Branding Icons, dans lequel on retrouve Pulido avec son fils Bobby Pulido sur la chanson Contigo. Cette chanson est à l'origine du lancement de la carrière musicale de Bobby.

## Discographie
- Si Te Decides (1992)
- Dulces Recuerdos (1993)
- Te Vi Partir (1994)
- Corazon de Hielo (1995)
- Con Sabor a Tejas (1995)
- Con Las Alas Rotas/Dame Amor (1995)
- Toro Prieto (1995)
- Que Esperabas de Mi (1996)
- Bandolero (1996)
- Un Rosal (1996)
- Otra Vez a la Cantina (1996)
- Amor Ingrato (1996)
- Simplemente (1996)
- Todavia Creo en el Amor (1998)